# Schwartzkopffia
Schwartzkopffia é um género botânico pertencente à família das orquídeas (Orchidaceae).